# 또마
《또마》(36-15 Code Pere Noel)는 프랑스에서 제작된 르네 만조르 감독의 1990년 공포, 액션, 스릴러 영화이다. 브리짓 포시 등이 주연으로 출연하였다.
1990년 미국 영화 나홀로 집에와 유사성이 있음이 지적되었다.

## 출연

### 주연
- 브리짓 포시
- 루이스 뒤크로
- 패트릭 플로어쉐임
- 프랑수아-에릭 젠드론